# Zylinderhahn

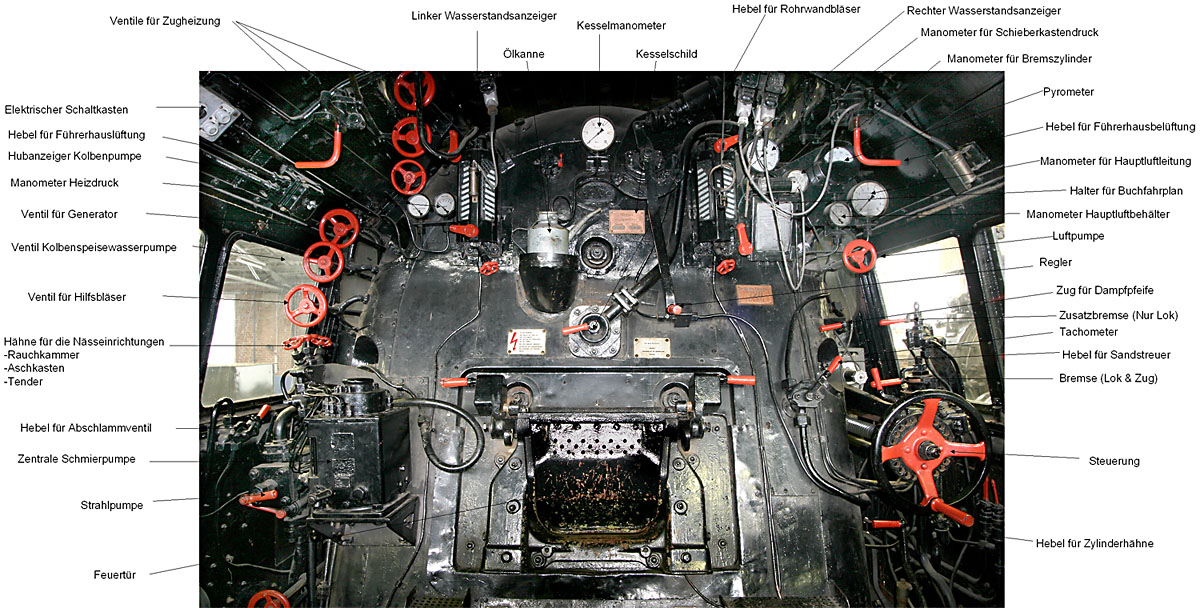
Betätigungshebel für die Zylinderhähne (rechts unten) im Führerstand einer Dampflokomotive.

Der Zylinderhahn ist ein Absperrhahn am untersten Punkt des Zylinders einer Dampfmaschine, zum Beispiel in einer Dampflokomotive, der geöffnet wird, um Kondenswasser auszuscheiden. Der Hahn wird (eventuell über ein Gestänge) vom Lokführer bzw. Maschinisten vor dem Start der Maschine betätigt, um sogenannte Wasserschläge zu vermeiden oder auch zum Vorwärmen der Zylinder.